# Марджетс, Дэвид
Дэвид Роджерс Марджетс (англ. David Rogers Margetts; 3 декабря 1925, Солт-Лейк-Сити — 2 июня 2017, Прово) — американский скрипач.
С 1943 г. служил в военно-морском флоте США как электротехник на конвойном судне USS Wilhoite. После демобилизации получил степень бакалавра физики в Университете Юты (1946), после чего перебрался в Калифорнию, где в 1953 году защитил магистерскую диссертацию по физике в Калифорнийском университете Лос-Анджелеса. До 1970 г. работал в Лаборатории реактивного движения, участвовал в работе по программе «Рейнджер» и в подготовке околоземных спутников.
Одновременно выступал как скрипач-любитель, в 1953—1955 гг. играл в Лос-Анджелесском филармоническом оркестре. С 1965 г. совмещал работу в области ракетостроения с вечерним обучением на исполнительском отделении Университета штата Калифорния в Лос-Анджелесе, в 1967 г. получил степень бакалавра искусств, в 1970 г. — магистра искусств. Одновременно в 1967—1969 гг. играл вторую скрипку в струнном квартете Рота — с этим периодом в жизни Марджетса связано получившее шумную известность событие: в 1967 г. после одной из репетиций у него пропал уникальный инструмент Страдивари Алькантара, арендуемый квартетом у Калифорнийского университета в Лос-Анджелесе; скрипка была обнаружена только в 1994 году. Одновременно в 1968—1970 гг. концертмейстер любительского Симфонического оркестра округа Ориндж.
Получив магистерскую степень по музыке, Марджетс завершил свою карьеру физика и полностью посвятил себя скрипке. Играл в Пасаденском симфоническом оркестре, преподавал скрипку в Чепменском колледже, участвовал в оркестровых коллективах, записывавших музыкальное сопровождение к кинофильмам студий Universal Studios и Paramount Studios. В 1979 году получил степень доктора музыки, в 1981—2001 гг. преподавал скрипку в Университете штата Калифорния во Фресно, затем продолжил давать уроки частным образом. В 2006 г. вернулся в Юту, в 2009—2012 гг. преподавал в Университете долины Юты, будучи старейшим членом преподавательского коллектива.